# NGC 5331-2
NGC 5331-2 (другие обозначения — UGC 8774, MCG 0-35-22, ZWG 17.82, VV 253, KCPG 401A, PGC 49264) — спиральная галактика (Sb) в созвездии Дева.
Этот объект входит в число перечисленных в оригинальной редакции «Нового общего каталога».